# U556 (潜水艦)
|          |                                                                               |
| 基本情報 |                                                                               |
| 建造所   | ブローム・ウント・フォス                                                      |
| 運用者   | ドイツ国防軍海軍                                                              |
| 艦種     | 潜水艦                                                                        |
| 級名     | UボートVIIC型                                                                 |
| 艦歴     |                                                                               |
| 就役     | 1941年2月6日                                                                  |
| 最期     | 1941年6月27日戦没                                                             |
| 性能諸元 |                                                                               |
| 排水量   | 水上：769トン 水中：871トン                                                   |
| 全長     | 67.1m                                                                         |
| 全幅     | 6.2m                                                                          |
| 吃水     | 4.7m                                                                          |
| 全高     | 9.6m                                                                          |
| 速力     | 水上：17kt 水中：7.6kt                                                        |
| 航続距離 | 水上：10ktで8,500海里 水中：4ktで80海里                                       |
| 運用深度 | 230m                                                                          |
| 燃料     | 重油：113.5トン                                                               |
| 乗員     | 44名（うち4名は士官）                                                         |
| 兵装     | C35 88 mm/L45, 弾丸220発 魚雷発射管 5 × 53.3 cm 艦首4門 艦尾1門 魚雷(最大) 14 |

U-556はドイツ海軍がかつて運用したUボートVIIC型潜水艦。

## 艦歴
1941年2月6日就役。総哨戒出撃数は2回である。
U-556は最初の出撃において、大西洋にて6隻の艦船（29,552トン）を沈めた。
1941年6月19日、2回目の哨戒作戦に出撃したが、U-556はアイスランド南西沖の北大西洋でイギリス海軍の攻撃を受け、1941年6月27日沈没した。

## ビスマルクとの関係
U-556とビスマルクはブローム・ウント・フォス施設内の近隣ドックにて、近しい時期に建造が完了している。
1941年1月、U-556の就役式を前に、U-556艦長ヘルベルト・ヴォールファールトは祝賀のための軍楽隊による演奏を希望したが、軍楽隊を運用する余裕がなかった。そこで、ビスマルク艦長であるエルンスト・リンデマンがヴォールファールトに自艦の軍楽隊を貸与したところ、ヴォールファールトは感謝の気持ちとして、U-556がビスマルクを護衛することを約束する証明書を作成した。
U-556はビスマルク護衛の為に尽力を試みるが、その約束は果たされることなくビスマルクは撃沈された
。